# 波多野義景
波多野 義景（はたの よしかげ）は、平安時代末期から鎌倉時代前期にかけての武将・御家人。相模波多野氏7代。

## 略歴
相模波多野氏は波多野氏の一族で相模国波多野荘を所領とする。
波多野義通または波多野遠義の子として誕生。
波多野義常は義景の兄とも、従兄弟ともされる人物で、源頼朝の旗揚げの際、合力を呼びかけられたが、拒絶して敵対したのち討手を差し向けられて自害した。義景は頼朝の宥恕を得、波多野氏の家督相続と、本領である波多野荘の保有を許可された。元暦元年（1184年）5月、子・盛通が志田義広討伐軍に加わっている。
文治4年（1188年）8月23日、波多野本庄北方の所領の所有権を巡って岡崎義実と抗争し、控訴となる。義景は、北方の土地は保延3年（1137年）正月20日に祖父・遠義が二男・義通に譲与し、嘉応元年（1169年）6月17日に義通から義景に譲与されたものであり、以来他に譲渡されたことはなく、本件に関しては岡崎義実の横領であると主張した。頼朝の裁定の結果、義景の勝訴となった。文治5年（1189年）に起こった奥州合戦では、他の御家人らと共に従軍した。出陣に先んじて、戦場で討死する覚悟を宣言し、所領を幼い子に譲っており、義景の覚悟は頼朝を大いに感心させた。
建久6年（1195年）、頼朝が東大寺供養の儀式を行った際は供奉を務めている。元久3年/建永元年（1206年）、源実朝が殿中で相撲を興行した際、奉行人を担当しており、これが『吾妻鏡』における義景の最後の登場となっている。

## 系譜
- 父：波多野義通または波多野遠義
- 母：不詳
- 妻：不詳
- 生母不明の子女
  - 男子：佐藤信景
  - 男子：岩間盛通- （三郎、? - 建保元年（1214年））
  - 男子：波多野義忠